# Comarca de Quiroga
Quiroga is een comarca van de Spaanse provincie Lugo. De hoofdstad is Quiroga, de oppervlakte 581,0 km² en het heeft 6800 inwoners (2005).

## Gemeenten
Folgoso do Courel, Quiroga en Ribas de Sil.